# Eren Dinkçi
Eren Dinkçi (Brema, 13 dicembre 2001) è un calciatore tedesco con cittadinanza turca, attaccante del Friburgo.

## Caratteristiche tecniche
È un centravanti.

## Carriera

### Club
Cresciuto nella squadra locale del Borgfeld, nel gennaio 2019 entra a far parte del settore giovanile del Werder Brema; debutta in prima squadra il 19 dicembre 2020 entrando in campo nei minuti finali del match contro il Magonza e realizzando la rete decisiva per la vittoria della sua squadra per 1-0.

### Nazionale
Ha giocato nella nazionale turca Under-19 e nella nazionale tedesca Under-20.

## Statistiche
Statistiche aggiornate al 4 aprile 2021.

### Presenze e reti nei club
| Stagione        | Squadra         | Campionato      | Campionato | Campionato | Coppe nazionali | Coppe nazionali | Coppe nazionali | Coppe continentali | Coppe continentali | Coppe continentali | Altre coppe | Altre coppe | Altre coppe | Totale | Totale | Totale |
| Stagione        | Squadra         | Comp            | Pres       | Reti       | Comp            | Pres            | Reti            | Comp               | Pres               | Reti               | Comp        | Pres        | Reti        | Pres   | Reti   |        |
| --------------- | --------------- | --------------- | ---------- | ---------- | --------------- | --------------- | --------------- | ------------------ | ------------------ | ------------------ | ----------- | ----------- | ----------- | ------ | ------ | ------ |
| 2020-2021       | Werder Brema II | RL              | 8          | 7          |                 | -               | -               |                    | -                  | -                  |             | -           | -           | 8      | 7      |        |
| 2020-2021       | Werder Brema    | BL              | 4          | 1          | CG              | 2               | 0               |                    | -                  | -                  |             | -           | -           | 6      | 1      |        |
| Totale carriera | Totale carriera | Totale carriera | 12         | 8          |                 | 2               | 0               |                    | -                  | -                  |             | -           | -           | 14     | 8      |        |